# Вулиця Васильченка (Київ)
Ву́лиця Васи́льченка — вулиця в Солом'янському районі міста Києва, місцевість Чоколівка. Пролягає від Волинської вулиці до вулиці Ушинського.

## Історія
Вулиця виникла на початку XX століття, мала назву Воскресе́нська. Сучасна назва на честь українського письменника Степана Васильченка — з 1955 року.